# Chusaris macrorhyncha
Chusaris macrorhyncha là một loài bướm đêm trong họ Noctuidae.